# Aulacodes acroperalis
Aulacodes acroperalis là một loài bướm đêm trong họ Crambidae.